# Biatlon op de Olympische Winterspelen 2014 - Estafette mannen
De 4×7,5 kilometer estafette voor mannen tijdens de Olympische Winterspelen 2014 vond plaats op 22 februari 2014 in het Laura langlauf & biatloncentrum in Krasnaja Poljana. Regerend olympisch kampioen was Noorwegen.

## Tijdschema
| Datum       | Lokale tijd | MET   |
| ----------- | ----------- | ----- |
| 22 februari | 17:30       | 14:30 |

## Uitslag
| #      | Bib | Land Namen                                                                        | Tijd                                      | Straf (L+S)                             | Verschil |
| ------ | --- | --------------------------------------------------------------------------------- | ----------------------------------------- | --------------------------------------- | -------- |
| Goud   | 4   | Rusland Aleksej Volkov Jevgeni Oestjoegov Dmitri Malysjko Anton Sjipoelin         | 1:12:15.9 17:19.5 18:15.9 18:04.8 18:35.7 | 0+4 0+4 0+1 0+1 0+1 0+2 0+0 0+1 0+2 0+0 | —        |
| Zilver | 1   | Duitsland Erik Lesser Daniel Böhm Arnd Peiffer Simon Schempp                      | 1:12:19.4 17:13.7 18:17.4 17:54.5 18:53.8 | 0+1 0+1 0+0 0+0 0+0 0+1 0+0 0+0 0+1 0+0 | +3.5     |
| Brons  | 3   | Oostenrijk Christoph Sumann Daniel Mesotitsch Simon Eder Dominik Landertinger     | 1:12:45.7 17:26.7 18:11.4 18:04.1 19:03.5 | 0+4 0+3 0+1 0+0 0+2 0+0 0+0 0+2 0+1 0+1 | +29.8    |
| 4      | 5   | Noorwegen Tarjei Bø Johannes Thingnes Bø Ole Einar Bjørndalen Emil Hegle Svendsen | 1:13:10.3 17:03.4 18:07.6 18:12.6 19:46.7 | 0+2 1+3 0+0 0+0 0+1 0+0 0+0 0+0 0+1 1+3 | +54.4    |
| 5      | 16  | Italië Christian De Lorenzi Dominik Windisch Markus Windisch Lukas Hofer          | 1:13:15.5 17:36.0 18:01.4 18:54.2 18:43.9 | 0+4 0+7 0+0 0+2 0+2 0+1 0+2 0+2 0+0 0+2 | +59.6    |
| 6      | 9   | Slovenië Peter Dokl Jakov Fak Klemen Bauer Janez Marič                            | 1:13:43.1 18:04.4 17:33.3 18:03.9 20:01.5 | 0+1 0+4 0+0 0+0 0+1 0+1 0+0 0+3         | +1:27.2  |
| 7      | 12  | Canada Jean-Philippe Leguellec Scott Perras Brendan Green Nathan Smith            | 1:13:46.2 17:47.2 18:04.3 18:24.4 19:30.3 | 0+4 1+6 0+0 1+3 0+1 0+0 0+1 0+1 0+2 0+2 | +1:30.3  |
| 8      | 6   | Frankrijk Alexis Bœuf Jean-Guillaume Béatrix Simon Desthieux Martin Fourcade      | 1:13:46.4 17:35.4 18:13.0 18:42.9 19:15.1 | 0+3 0+4 0+0 0+0 0+1 0+2 0+0 0+2 0+2 0+0 | +1:30.5  |
| 9      | 10  | Oekraïne Dmytro Pidruchnyi Andrij Deryzemlja Artem Pryma Serhij Semenov           | 1:14:21.1 17:35.4 18:17.4 18:59.9 19:28.4 | 0+6 0+1 0+2 0+0 0+2 0+1 0+1 0+0         | +2:05.2  |
| 10     | 2   | Zweden Tobias Arwidson Björn Ferry Fredrik Lindström Carl Johan Bergman           | 1:14:32.0 18:02.6 18:18.2 18:52.9 19:18.3 | 0+4 0+1 0+0 0+0 0+3 0+0 0+1 0+1         | +2:16.1  |
| 11     | 7   | Tsjechië Michal Krčmář Jaroslav Soukup Tomáš Krupčík Ondřej Moravec               | 1:15:11.9 17:37.1 18:14.8 19:54.3 19:25.7 | 0+3 0+2 0+0 0+0 0+1 0+1 0+2 0+1 0+0 0+0 | +2:56.0  |
| 12     | 11  | Slowakije Pavol Hurajt Tomas Hasilla Miroslav Matiaško Matej Kazár                | 1:15:23.8 17:33.4 18:37.8 19:21.0 19:51.6 | 0+3 1+6 0+0 0+0 0+0 0+2 0+1 0+1 0+2 1+3 | +3:07.9  |
| 13     | 17  | Wit-Rusland Sergej Novikov Vladimir Tsjepelin Joeri Ljadov Jevgeni Abramenko      | 1:16:02.3 18:21.3 18:52.2 19:01.8 19:47.0 | 0+1 0+4 0+0 0+1 0+1 0+0 0+0 0+1 0+0 0+2 | +3:46.4  |
| 14     | 8   | Zwitserland Claudio Böckli Ivan Joller Serafin Wiestner Benjamin Weger            | 1:16:15.8 18:28.3 19:11.6 18:50.0 19:45.9 | 0+3 0+7 0+0 0+3 0+3 0+0 0+1 0+1         | +3:59.9  |
| 15     | 13  | Bulgarije Michail Kletcherov Ivan Zlatev Vladimir Iliev Krasimir Anev             | 1:17:38.4 18:25.9 20:40.4 19:14.9 19:17.2 | 0+3 2+5 0+0 0+1 0+1 2+3 0+2 0+1 0+0 0+0 | +5:22.5  |
| 16     | 18  | Verenigde Staten Lowell Bailey Russell Currier Sean Doherty Leif Nordgren         | 1:17:39.1 17:20.7 20:11.3 19:37.3 20:29.8 | 3+8 0+4 0+0 0+0 3+3 0+2 0+3 0+0 0+2 0+2 | +5:23.2  |
| 17     | 14  | Estland Daniil Steptšenko Kalev Ermits Kauri Kõiv Roland Lessing                  | LAP 18:05.5 20:08.4 19:31.2 LAP           | 2+7 1+5 0+1 0+0 0+0 1+3 1+3 0+0 1+3 0+2 |          |
| 18     | 15  | Kazachstan Anton Pantov Sergej Naoemik Aleksandr Trifonov Dias Kenesjev           | LAP 18:13.3 19:18.0 20:02.4 LAP           | 0+4 0+6 0+0 0+3 0+3 0+1 0+0 0+0 0+1 0+2 |          |
| 19     | 19  | Polen Krzysztof Pływaczyk Łukasz Szczurek Łukasz Słonina Rafał Lepel              | LAP 17:53.7 21:29.1 20:57.5 LAP           | 1+7 1+5 0+0 0+0 1+3 1+3 0+2 0+0 0+2 0+2 |          |